# Dutch Beer Challenge 2016
De tweede editie van de Dutch Beer Challenge vond plaats op 23 maart 2016 in het Bilderberg Parkhotel in Rotterdam. 72 Nederlandse brouwerijen stuurden gezamenlijk 239 bieren in voor deze wedstrijd.

## Winnaars
De winnaars van de Dutch Beer Challenge 2016 werden op dezelfde dag bekendgemaakt in het restaurant Parkheuvel in Rotterdam. Tijdens de prijsuitreiking werden 61 winnende bieren bekendgemaakt. Jopen was de grootste winnaar met zeven medailles. Daarnaast wonnen Hertog Jan en de Texelse Bierbrouwerij beide vier medailles, en La Trappe/De Koningshoeven, Duits & Lauret, Brouwerij ’t Uiltje, Morebeer, Brouwerij Maallust en Brouwerij Noordt wonnen allemaal drie medailles. De Mitra Award voor 'Het Beste Bier van Nederland 2016' ging naar Gajes van de Amsterdamse brouwer Bruut Bier, een tripel die zowel de gouden medaille in zijn categorie won als de hoogste score behaalde van alle goudenmedaillewinnaars.
Hieronder een overzicht van de bieren die een medaille hebben gewonnen in de Dutch Beer Challenge van 2016:

### Amber Ale
| Bier                 | Brouwerij               | Subcategorie            | Prijs  |
| -------------------- | ----------------------- | ----------------------- | ------ |
| Hertog Jan Karakter  | Hertog Jan Brouwerij    | Pale Ale/Speciale Belge | Goud   |
| Tempelbier           | Morebeer Brewing        | Pale Ale/Speciale Belge | Zilver |
| Jopen Jacobus RPA    | Jopen                   | Pale Ale/Speciale Belge | Brons  |
| Jopen Mooie Nel      | Jopen                   | IPA                     | Goud   |
| Hop Zij Met Ons      | Jopen                   | IPA                     | Zilver |
| Hop met de Gijt      | Brouwerij de Natte Gijt | IPA                     | Brons  |
| Big Fat Double 5 IPA | Uiltje Brewing Company  | Double/Imperial IPA     | Goud   |
| Bald Eagle           | Morebeer Brewing        | Double/Imperial IPA     | Brons  |

### Blond
| Bier                       | Brouwerij                  | Subcategorie   | Prijs  |
| -------------------------- | -------------------------- | -------------- | ------ |
| Château Neubourg           | Gulpener Bierbrouwerij     | Pils           | Goud   |
| Brand UP                   | Brand Bierbrouwerij        | Pils           | Zilver |
| Lindeboom Pilsener         | Lindeboom Bierbrouwerij    | Pils           | Brons  |
| Maximus Saison 5           | Proeflokaal Maximus        | Saison         | Zilver |
| Wittekop                   | Brouwerijbelgica.nl        | Saison         | Brons  |
| La Trappe Blond            | Brouwerij De Koningshoeven | Licht Blond    | Brons  |
| Texels Goudkoppe           | Texelse Bierbrouwerij      | Licht Blond    | Zilver |
| ReuZ Lentebock             | Reuzenbieren               | Blond-/Meibock | Goud   |
| Texels Springtij           | Texelse Bierbrouwerij      | Blond-/Meibock | Zilver |
| De Weldoener               | Brouwerij Maallust         | Blond-/Meibock | Brons  |
| Gajes                      | Bruut Bier                 | Zwaar Blond    | Goud   |
| Brand Zwaar Blond          | Brand Bierbrouwerij        | Zwaar Blond    | Zilver |
| Duits & Lauret Extra Blond | Brouwerij Duits & Lauret   | Zwaar Blond    | Brons  |

### Donker
| Bier                                | Brouwerij                  | Subcategorie             | Prijs  |
| ----------------------------------- | -------------------------- | ------------------------ | ------ |
| Hertog Jan Dubbel                   | Hertog Jan Brouwerij       | Licht Donker             | Goud   |
| La Trappe Dubbel                    | Brouwerij De Koningshoeven | Licht Donker             | Zilver |
| Texels Dubbel                       | Texelse Bierbrouwerij      | Licht Donker             | Brons  |
| De Landloper Bock                   | Brouwerij Maallust         | Bock/Dubbelbock          | Goud   |
| Ezelenbok                           | SNAB Bierbrouwers          | Bock/Dubbelbock          | Goud   |
| Hertog Jan Bockbier                 | Hertog Jan Brouwerij       | Bock/Dubbelbock          | Brons  |
| Black IPA                           | vandeStreek                | Dark/Black IPA           | Brons  |
| Duits & Lauret Winterstout          | Brouwerij Duits & Lauret   | Stout/Porter             | Goud   |
| Jopen Extra Stout                   | Jopen                      | Stout/Porter             | Goud   |
| Export Porter 1750                  | Brouwerij Kees             | Stout/Porter             | Zilver |
| Praght Extra Stout                  | Brouwerij Praght           | Stout/Porter             | Zilver |
| Okshoofd                            | SNAB Bierbrouwers          | Zwaar Donker             | Goud   |
| Struis                              | Brouwerij 't IJ            | Zwaar Donker             | Zilver |
| Sancti Adalberti Pastorale          | Brouwerij Egmond           | Zwaar Donker             | Brons  |
| Jopen Lervig Don't tRYE this @ home | Jopen                      | Gerstewijn (Barley Wine) | Goud   |
| Hertog Jan Grand Prestige           | Hertog Jan Brouwerij       | Gerstewijn (Barley Wine) | Zilver |
| Oh! Buurman, wat doet u nu?         | Uiltje Brewing Company     | Gerstewijn (Barley Wine) | Brons  |

### Innovatie/Speciaal
| Bier                                        | Brouwerij                     | Subcategorie | Prijs  |
| ------------------------------------------- | ----------------------------- | ------------ | ------ |
| Raspberry Tart                              | Oersoep                       | Fruit        | Brons  |
| Mastodont Wild Turkey B.A.                  | Brouwerij de Pelgrim          | Houtgelagerd | Goud   |
| Zuster Agatha Houtgerijpt                   | Muifelbrouwerij               | Houtgelagerd | Zilver |
| Sequence: Peat Smoke Highland               | Uiltje Brewing Company        | Houtgelagerd | Brons  |
| ALTernative                                 | Bronckhorster Brewing Company | Rook         | Goud   |
| Jopen Oost-Indië Porter                     | Jopen                         | Rook         | Zilver |
| Duits & Lauret Houtgerijpte Rook Dubbelbock | Brouwerij Duits & Lauret      | Rook         | Brons  |
| 400 Volt Vanille                            | Stadsbrouwerij Eindhoven      | Speciaal     | Goud   |
| Maple Coffee Porter                         | Brouwerij Hommeles            | Speciaal     | Goud   |
| India Pale American Lager                   | Brouwerij Noordt              | Speciaal     | Brons  |

### Tarwe-/Granenbier
| Bier                     | Brouwerij                           | Subcategorie   | Prijs  |
| ------------------------ | ----------------------------------- | -------------- | ------ |
| Wijkse Dikke             | Cooperatieve Stadbrouwerij De Dikke | Kuit/Koyt/Kuyt | Brons  |
| La Trappe Witte Trappist | Brouwerij De Koningshoeven          | Witbier        | Zilver |
| Jopen Adriaan            | Jopen                               | Witbier        | Brons  |
| Noordt Weizen            | Brouwerij Noordt                    | Weizen         | Brons  |